# Mirbat
Mirbat  (مرباط in arabo), è una città costiera nel sud-ovest dell'Oman.